# Akbar (Filipinas)
 é um município de   na província , nas Filipinas. De acordo com o censo de  possui uma população de  pessoas e  domicílios.